# Franz Xaver von Wegele
Franz Xaver Wegele, à partir de 1881 von Wegele (né le 29 octobre 1823 à Landsberg am Lech et mort le 17 octobre 1897 à Wurtzbourg) est un historien bavarois et co-éditeur de l'Allgemeine Deutsche Biographie (ADB).

## Biographie
Wegele étudie aux universités de Munich et de Heidelberg. En des temps politiquement turbulents, il peut se qualifier comme professeur en 1849 et obtient par la suite un poste d'enseignant en histoire à l'Université d'Iéna.
Deux ans plus tard, Wegele est nommé "Professeur d'Histoire". En 1857, il accepte un poste de professeur à l'Université de Wurtzbourg. L'année suivante, il est accepté comme membre de la Commission historique de Munich. Il y est impliqué de manière significative dans la publication de l'ADB pendant de nombreuses années. À partir de 1860, il est membre étranger de l'Académie bavaroise des sciences.

## Travaux (sélection)
en tant qu'auteur
- Karl August von Weimar. Weimar 1850.
- Dante Alighieris Leben und Werke. 3. Auflage. Jena 1879.
- Monumenta Eheracensia. Nördlingen 1863.
- Die Reformation der Universität Würzburg. Festrede zur Jahresfeier der Stiftung der Julius-Maximilians-Universität am 2. Januar 1863. Thein, Würzburg 1863.
- Zur Literatur und Kritik der fränkischen Nekrologien. Nördlingen 1864.
- Friedrich der Freidige, Markgraf von Meißen. Nördlingen 1870.
- Goethe als Historiker. Würzburg 1876.
- Graf Otto von Henneberg. Würzburg 1875.
- Geschichte der Universität Würzburg. Stahel, Würzburg 1882 (2 Bde.)
- Geschichte der deutschen Historiographie seit dem Auftreten des Humanismus. München 1885.

en tant qu'éditeur
- Reinhardsbrunner Annalen (Thüringische Geschichtsquellen)
- Nicolaus de Siegen (de): Chronicon ecclesiasticum Nicolai de Siegen O.S.B. Jena 1854–1855 (2 Bde.).